# Standard Operating Procedure - La verità dell'orrore
Standard Operating Procedure - La verità dell'orrore (Standard Operating Procedure) è un film documentario del 2008 diretto da Errol Morris.

## Trama
Il film esplora il significato delle fotografie scattate dalla polizia militare degli Stati Uniti presso la prigione di Abu Ghraib alla fine del 2003, il cui contenuto rivelò la tortura e gli abusi dei suoi prigionieri ad opera di soldati degli Stati Uniti e successivamente portò a uno scandalo pubblico.

## Riconoscimenti
- 2008 - Festival di Berlino
  - Orso d'argento